# Cathédrale Saint-Vladimir d'Astrakhan
Cette  cathédrale n’est pas la seule cathédrale Saint-Vladimir.
La cathédrale Saint-Vladimir (en russe : Кафедральный собор равноапостольного князя Владимира) est la cathédrale de l'éparchie (diocèse) d'Astrakhan, dans le sud de la Russie. Elle est dédiée à saint Vladimir. C'est l'une des églises orthodoxes principales de la ville d'Astrakhan.

## Historique
La cathédrale a été construite entre 1895 et 1902 par Vassili Kossiakov et N. Ikavits, architectes-ingénieurs civils de Saint-Pétersbourg, dont les projets ont été acceptés par concours par l'assemblée municipale de la ville. C'est l'un des monuments majeurs de l'architecture néo-byzantine en Russie impériale.
La décision de la construction d'une nouvelle cathédrale a été prise par l'assemblée de la ville en 1888 présidée par V. Lazarev. Elle devait être construite en l'honneur du neuf-centième anniversaire du baptême de la Russie, dans une partie de la ville où habitent alors environ onze mille orthodoxes, au bord du Zaton, dans un vaste terrain inhabité, à la frontière de la sloboda russe et de la sloboda tatare. La commission qui supervise la construction estime ainsi implicitement que la cathédrale a une fonction missionnaire.
Le concours est remporté par Kossiakov et Ikavits le 10 septembre 1890, mais les travaux ne commencent qu'en 1895, à cause de l'épidémie de choléra qui a éclaté en 1892. La première pierre est bénite par l'évêque Mitrophane (Nevski). L'architecte de la ville Korjinski surveille les travaux qui durent sept ans.
Elle est prête pour le jubilé du tricentenaire de la fondation de l'éparchie d'Astrakhan.
À l'époque soviétique, elle servait de gare autoroutière pour les autocars. Elle a été rendue au culte en 1999.

## Source
- (ru) Cet article est partiellement ou en totalité issu de l’article de Wikipédia en russe intitulé « Собор Святого Владимира (Астрахань) » (voir la liste des auteurs).